# Orpheus Chamber Orchestra
A Orpheus Chamber Orchestra é uma pequena e renomada orquestra baseada na cidade de Nova Iorque. Fundada no ano de 1972, já realizou inúmeras gravações, sendo bastante conhecida por se apresentar sem o auxílio de um regente e por suas interpretações de compositores do século XIX. A orquestra já foi premiada com dois Grammy's.